# بيتر كارلسون (لاعب كرة قدم)
بيتر كارلسون (بالسويدية: Peter Karlsson)‏ هو لاعب كرة قدم سويدي في مركز الهجوم، ولد في 4 أغسطس 1961 في Kisa, Sweden ‏ في السويد. لعب مع أتفدابيرجس وأونياو ليريا ونادي أورغريته ونادي كالمار.